# Ealdwulf van East Anglia
Ealdwulf (of Aldwulf) was koning van East Anglia van 664 tot 713. Hij volgde zijn oom Æthelwold op. Ealdwulf was nog een kind toen hij tot koning werd gekroond. In de beginjaren regeerde zijn moeder Hereswitha over het land. Zijn regeringsduur van negenenveertig jaar is buitengewoon en slechts vergelijkbaar met die van Æthelbald van Mercia en Offa van Mercia. Over Ealdwulf is veel minder bekend dan over zowel Æthelbald als Offa, maar zijn lange heerschappij weerspiegelt het succes van allianties die in de  decennia voor zijn troonsbestijging werden gesloten. Tijdens zijn bewind kende het koninkrijk East Anglia een lange periode van stabiliteit en groei, niet in het minst in het handelscentrum Gipeswic (nu het moderne 
Ipswich).